# COQ2
COQ2 (англ. Coenzyme Q2, polyprenyltransferase) – білок, який кодується однойменним геном, розташованим у людей на короткому плечі 4-ї хромосоми.  Довжина поліпептидного ланцюга білка становить 371 амінокислот, а молекулярна маса — 40 489.
| 10         |  | 20         |  | 30         |  | 40         |  | 50         |
| ---------- |  | ---------- |  | ---------- |  | ---------- |  | ---------- |
| MLGSRAAGFA |  | RGLRALALAW |  | LPGWRGRSFA |  | LARAAGAPHG |  | GDLQPPACPE |
| PRGRQLSLSA |  | AAVVDSAPRP |  | LQPYLRLMRL |  | DKPIGTWLLY |  | LPCTWSIGLA |
| AEPGCFPDWY |  | MLSLFGTGAI |  | LMRGAGCTIN |  | DMWDQDYDKK |  | VTRTANRPIA |
| AGDISTFQSF |  | VFLGGQLTLA |  | LGVLLCLNYY |  | SIALGAGSLL |  | LVITYPLMKR |
| ISYWPQLALG |  | LTFNWGALLG |  | WSAIKGSCDP |  | SVCLPLYFSG |  | VMWTLIYDTI |
| YAHQDKRDDV |  | LIGLKSTALR |  | FGENTKPWLS |  | GFSVAMLGAL |  | SLVGVNSGQT |
| APYYAALGAV |  | GAHLTHQIYT |  | LDIHRPEDCW |  | NKFISNRTLG |  | LIVFLGIVLG |
| NLWKEKKTDK |  | TKKGIENKIE |  | N          |  |            |  |            |

A: Аланін

C: Цистеїн

D: Аспарагінова кислота

E: Глутамінова кислота

F: Фенілаланін

G: Гліцин

H: Гістидин

I: Ізолейцин

K: Лізин

L: Лейцин

M: Метіонін

N: Аспарагін

P: Пролін

Q: Глутамін

R: Аргінін

S: Серин

T: Треонін

V: Валін

W: Триптофан

Кодований геном білок за функцією належить до трансфераз. 
Задіяний у таких біологічних процесах як поліморфізм, альтернативний сплайсинг. 
Локалізований у мембрані, мітохондрії, внутрішній мембрані мітохондрії.